# Trigonalis hahnii
Trigonalis hahnii is een vliesvleugelig insect uit de familie van de Trigonalidae. De wetenschappelijke naam van de soort is voor het eerst geldig gepubliceerd in 1840 door Spinola.